# Іспанія на зимових Олімпійських іграх 2014
Іспанія на зимових Олімпійських іграх 2014 року у Сочі була представлена 20 спортсменами у 7 видах спорту.

## Біатлон
Спринт
| Змагання | Спортсмени                | Час     | Промахи | Місце |
| -------- | ------------------------- | ------- | ------- | ----- |
| Чоловіки | Віктор Лобо Есколар       | 28:53.3 | 4+0     | 84    |
| Жінки    | Вікторія Падіаль Ернандес | 23:21.5 | 0+1     | 52    |

Переслідування
| Змагання | Спортсмени                | Час     | Промахи | Місце |
| -------- | ------------------------- | ------- | ------- | ----- |
| Жінки    | Вікторія Падіаль Ернандес | 34:30.3 | 1+0+0+1 | 46    |

## Фігурне катання
| Змагання                  | Спортсмени       | Коротка програма | Коротка програма | Довільна програма | Довільна програма | Підсумок | Підсумок |
| Змагання                  | Спортсмени       | Бали             | Місце            | Бали              | Місце             | Бали     | Місце    |
| ------------------------- | ---------------- | ---------------- | ---------------- | ----------------- | ----------------- | -------- | -------- |
| Чоловіче одиночне катання | Хав'єр Фернандес | 86.98            | 3                | 166.94            | 5                 | 253.92   | 4        |
| Чоловіче одиночне катання | Хав'єр Рая       | 59.76            | 25               | не кваліфікувався | не кваліфікувався | 59.76    | 25       |